# Huiskerk van Dura Europos
De Huiskerk van Dura Europos is wellicht de oudst bekende kerk ter wereld.
Deze huiskerk werd gebouwd in een gewoon huis in Dura Europos in Syrië.
Het gebouw werd gedateerd 231 na Chr. en in de jaren 1930 opgegraven door archeologen van de Yale-universiteit.
De muren waren bedekt met fresco's, die Bijbelse taferelen voorstellen. Deze fresco’s werden verwijderd en worden thans bewaard in de Yale-universiteit.
Het gebouw was - evenals de synagoge van Dura Europos - goed bewaard gebleven daar het tegen de stadsmuur aan was gebouwd en was vol gestouwd met zand door de bouw van een aarden verdedigingswal aan de binnenzijde van de vestingmuur.
In de 3e eeuw was het christendom nog een verboden religie in het Romeinse Rijk, pas in 313 (Edict van Milaan) zou dit veranderen.

Dura Europos huiskerk isometric view
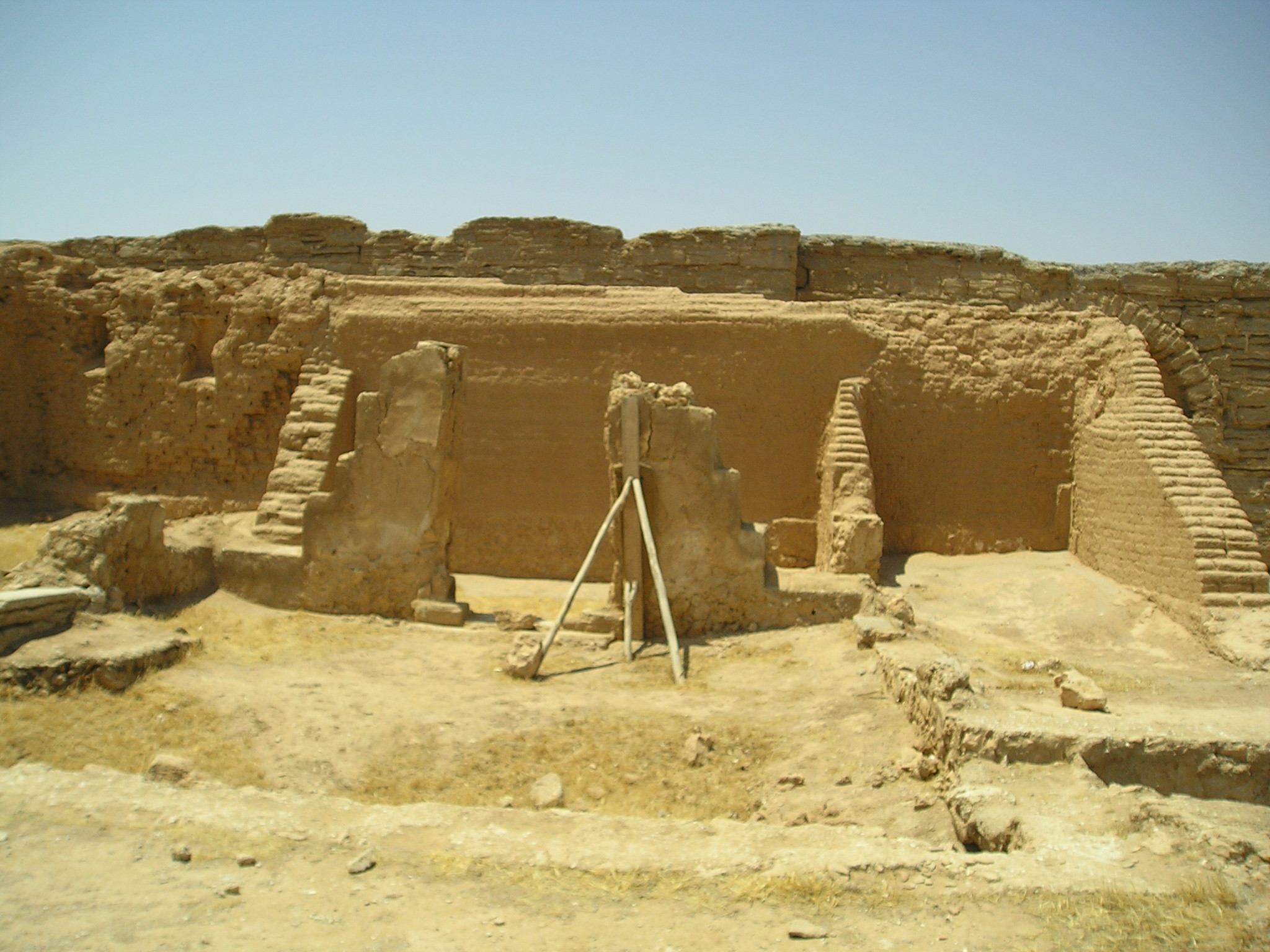
Ruïnes van de huiskerk
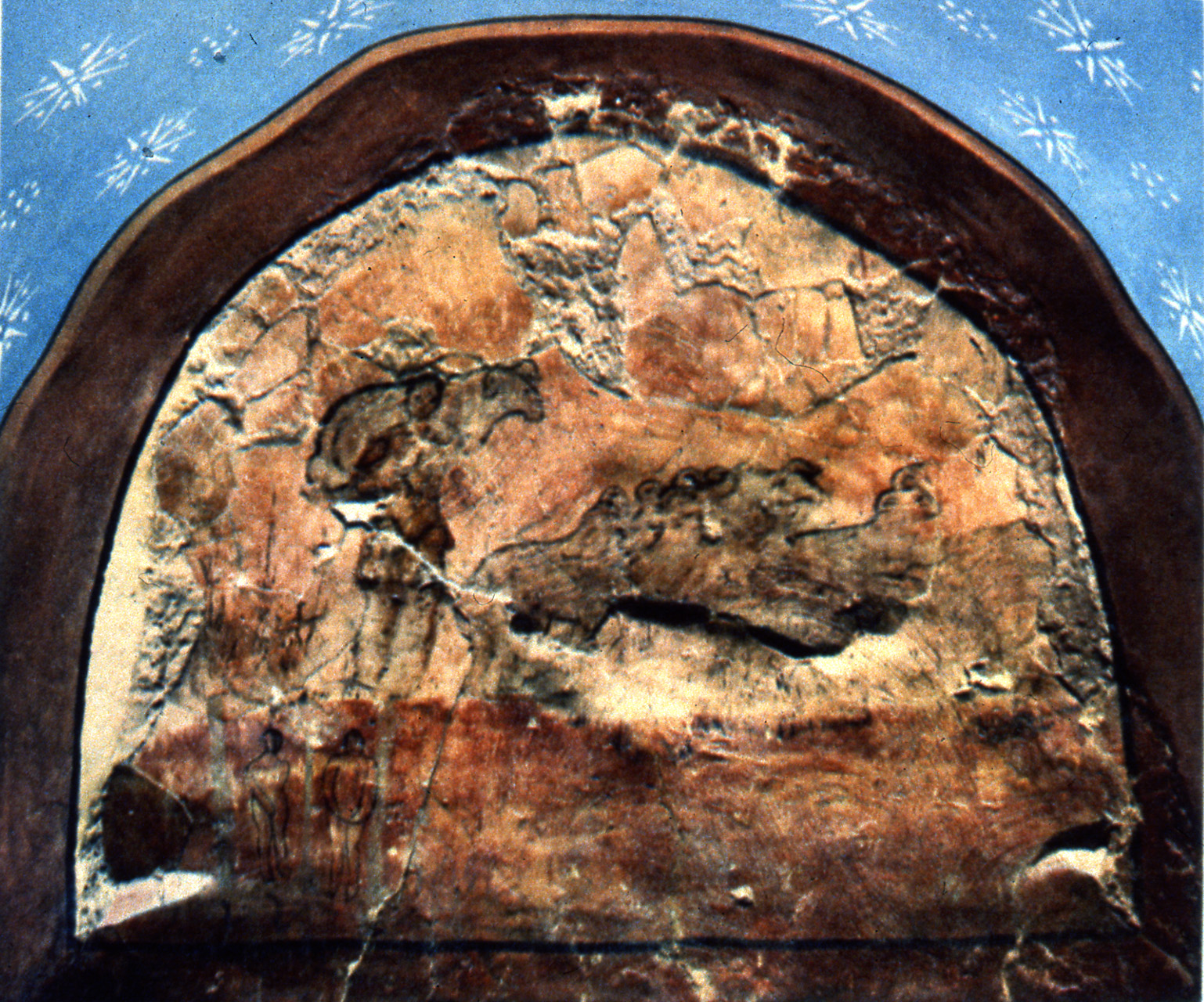
Dura Europos Baptisterium: afbeelding van de Goede Herder
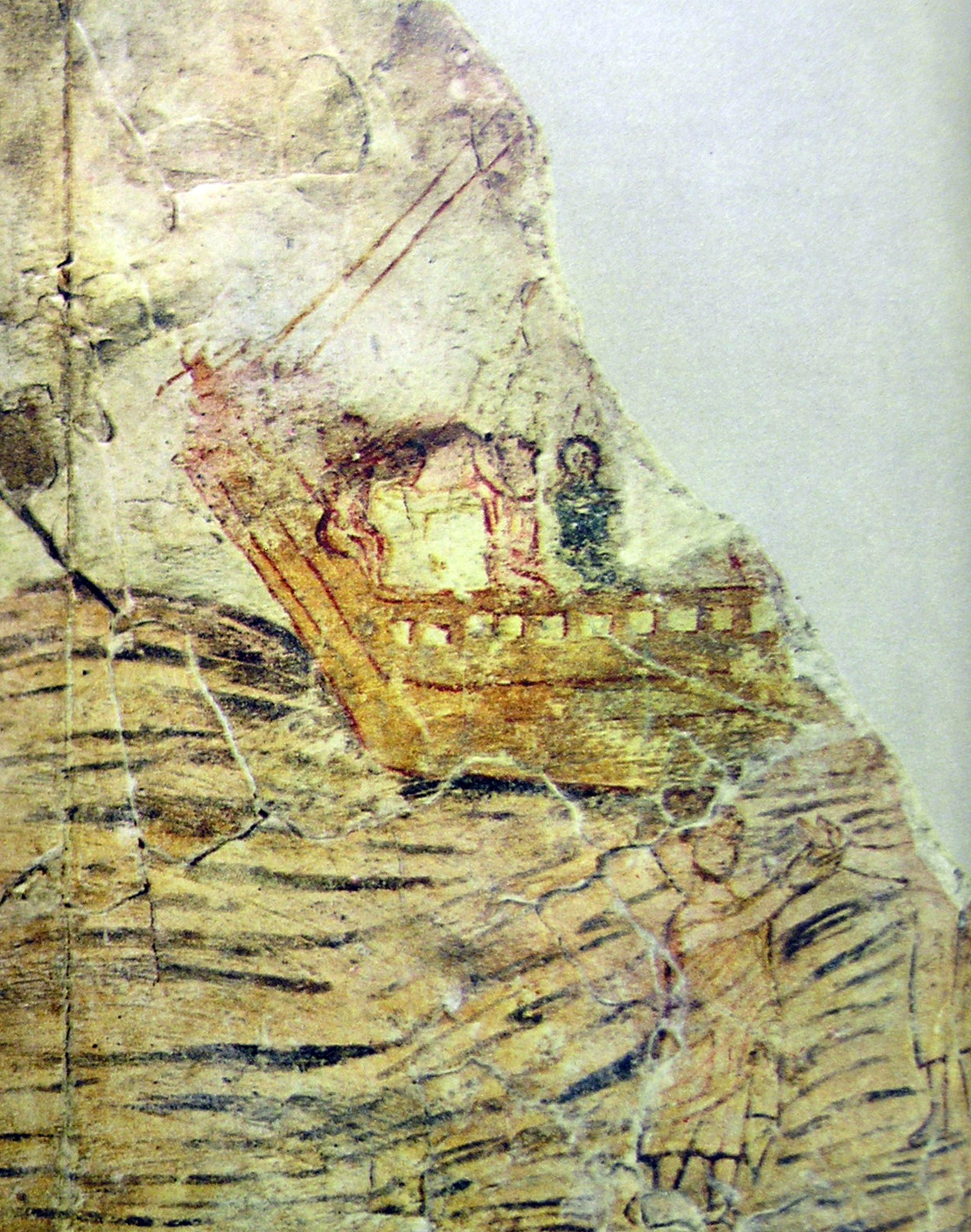
Dura Baptisterium: afbeelding Christus wandelt op het water

## Trivia
- In Museumpark Orientalis is een oudchristelijke huiskerk op ware grootte nagebouwd. Dit kerkhuis is gebaseerd op de huiskerk uit Dura Europos en is te vinden in de Romeinse stadsstraat in het park.